# Nigel Huddleston
Nigel Paul Huddleston, né le 13 octobre 1970, est un homme d'affaires et homme politique britannique, membre du Parti conservateur.
Il est député pour Mid Worcestershire et Lord commissaire du Trésor de septembre 2022 à février 2023, Ministre d'État au Commerce international de 2022 à 2023 et secrétaire financier du Trésor de 2023 à 2024 dans le gouvernement Sunak.

## Biographie
Nigel Huddleston est né à Lincoln, en Angleterre. Il fait ses études à la Robert Pattinson Comprehensive School, une école secondaire d'État de North Hykeham dans le Lincolnshire suivie de Christ Church d'Oxford, dont il est diplômé en 1992 . Il obtient un MBA de la UCLA Anderson School of Management de Los Angeles, en Californie.
Il commence sa carrière en tant que consultant pour Arthur Andersen, qui s'est effondré en 2002 après que le côté américain de l'entreprise est compromis dans le Scandale d'Enron. Il poursuit sa carrière chez Deloitte et travaille ensuite en tant que responsable des voyages pour Google.
En 2010, il est candidat conservateur pour Luton Sud et perd par 2 329 voix contre Gavin Shuker du Labour. En 2015, il est sélectionné comme candidat au Parlement à une élection primaire au cours de laquelle toute personne inscrite sur le registre électoral de la circonscription pouvait voter. L'association de circonscription n'a pas publié les votes reçus par chaque candidat. Depuis mai 2015, il est député du Parti conservateur pour la circonscription de Mid Worcestershire.
Il est membre du conseil d'administration du Tory Reform Group. Au Parlement, il siège au Comité spécial de la culture, des médias et des sports.
Huddleston est opposé au Brexit avant le référendum de 2016.
En février 2019, il est nommé nouveau vice-président des conservateurs pour la jeunesse. Il est chargé d'attirer des jeunes dans les rangs du parti. Après que Boris Johnson est devenu Premier ministre en juillet 2019, Huddleston est nommé whip adjoint, laissant son rôle de vice-président. En février 2020, il devient sous-secrétaire d'État parlementaire au Sport, au Tourisme et à l'Héritage. Il est Lord commissaire du Trésor de septembre 2022 à février 2023, et Ministre d'État au Commerce international depuis le 25 octobre 2022 dans le gouvernement Sunak.
Huddleston vit à Badsey, Worcestershire, avec son épouse américaine Melissa et leurs deux enfants.